# Julien Cazelles
Pour les articles homonymes, voir Cazelles.
Julien Cazelles, né le 23 novembre 1905 à Laguépie et mort le 12 mars 1968 à Roquebrune-sur-Argens, est un fonctionnaire des finances et homme politique français, membre de la SFIO. Résistant durant la Seconde Guerre mondiale, il est ensuite maire de Roquebrune-sur-Argens de 1961 à sa mort et député du Var de 1967 à 1968.

## Biographie

### Jeunesse
Fils d'un tonnelier, Julien Cazelles se marie avec Thérèse Nègre à Manosque en mai 1929. Inspecteur des contributions directes à Draguignan, il est un militant actif de la CGT durant les années 1930 et de la SFIO.

### Résistance
Durant la Seconde Guerre mondiale, sous le pseudonyme de « Mouche », il a une activité importante dans la Résistance.
Animateur du mouvement Combat avec Georges Cisson, il devient chef adjoint des MUR  pour l'arrondissement de Draguignan et remplace Cisson jusqu'en décembre 1943 quand ce dernier est désigné responsable régional « Provence ». Il participe à plusieurs réseaux de renseignements. Aussi fait-il partie de la commission municipale de Draguignan mise en place le 18 août 1944, deux jours après la Libération de cette ville-préfecture. Il s'occupe des finances, de l'hôpital et du personnel. Parallèlement, il est membre du Comité local de Libération. Non désigné comme conseiller municipal en octobre 1944, son épouse, membre du MLN, devient conseillère municipale, en mai 1945, sur la liste « d'Union résistante et républicaine du Parti socialiste et du Mouvement de libération nationale » et désignée comme quatrième adjointe.
Julien Cazelles est aussi membre du conseil d'administration du journal Résistance, qu'il a contribué à créer en juillet 1943.

### Carrière professionnelle et politique
Julien Cazelles, nommé receveur des finances en 1946, devient contrôleur d'État en 1956 ; il est détaché, à partir du 14 mars 1947, à la Commission des finances du Sénat.
Il est élu maire de Roquebrune-sur-Argens en octobre 1961, à la faveur d'une élection partielle et réélu en mars 1965.
Candidat aux élections législatives en novembre 1962 dans la circonscription d'Hyères-Fréjus, il obtient 8 510 voix sur 66 987 inscrits et se désiste pour le candidat communiste qui le précède.
Aux élections législatives suivantes, il est élu député FGDS le 12 mars 1967, dans la deuxième circonscription du Var (Draguignan, Fréjus, Roquebrune-sur-Argens) après avoir obtenu 14 190 voix sur 79 639 inscrits au premier tour, bénéficiant du désistement communiste, il l'emporte avec 31 705 voix au second tour. Il fait partie de la commission des finances, de l'économie générale et du plan à l'Assemblée nationale.
Le 12 mars 1968, il meurt dans le village dont il était devenu maire, un an jour pour jour après avoir été élu député. Son épouse, conseillère municipale, lui succède comme maire et le demeure jusqu'à la fin du mandat, en 1971.

## Hommages et distinctions

### Décorations
- Officier de la Légion d’honneur
- Croix de guerre 1939-1945
- Médaille de la Résistance

### Hommages
- Un complexe sportif et de loisirs porte son nom dans la commune de Roquebrune-sur-Argens.
- La ville de Draguignan comporte une « avenue Julien Cazelles ».